# Rue des Forges (Dijon)
Pour les articles homonymes, voir Rue des Forges.
La rue des Forges est une rue du centre historique de Dijon.

## Bâtiments remarquables et lieux de mémoire
- nos 34-36 : hôtel Chambellan
- no 38 : maison Maillard dite Milsand
- no 40 : hôtel Aubriot
- nos 52-54-56 : ancien hôtel de Rochefort ou hôtel Morel-Sauvegrain
- Rue des Forges, square des Ducs, rue Porte-aux-Lions et place de la Libération : palais des ducs et des États de Bourgogne

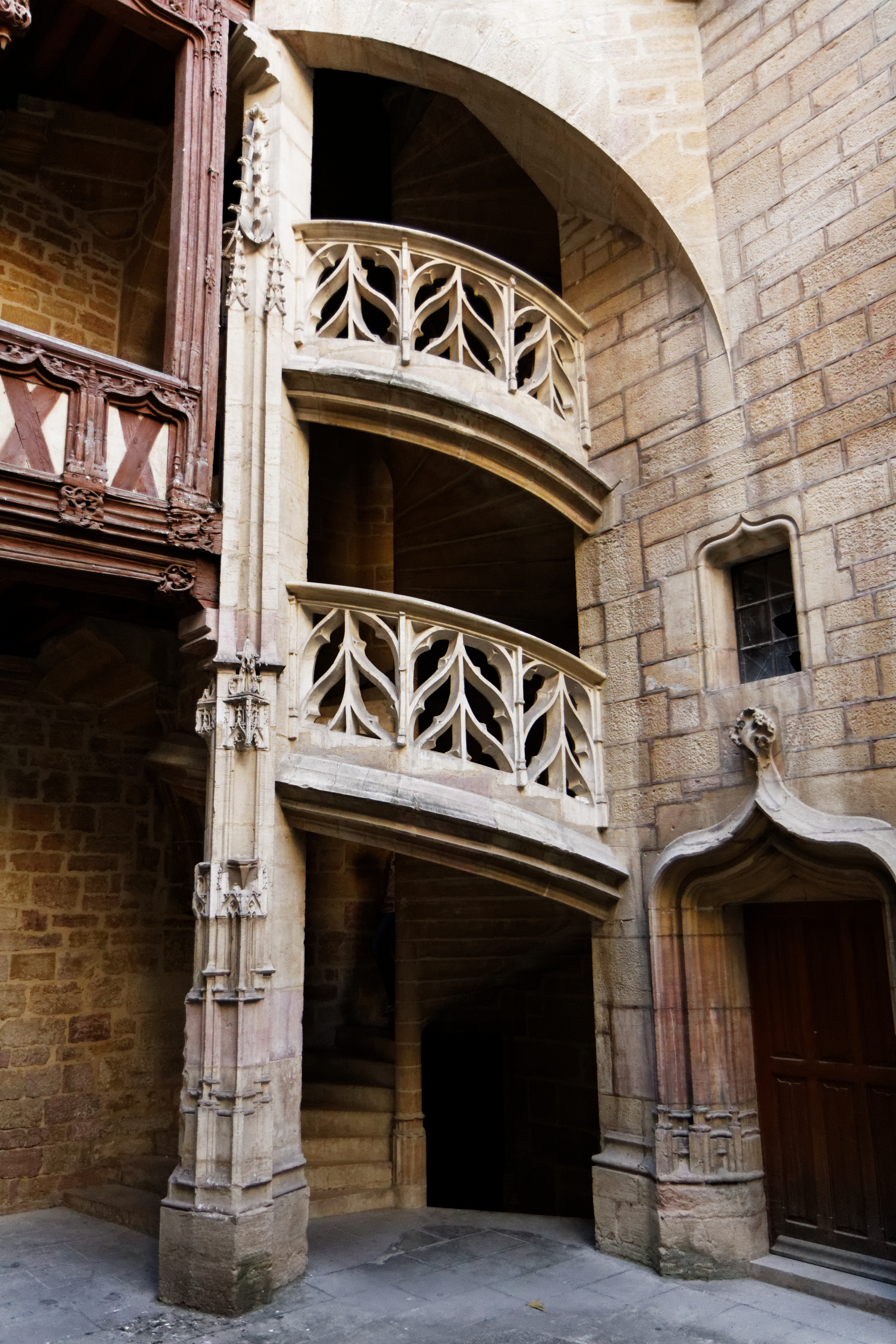
Hôtel Chambellan
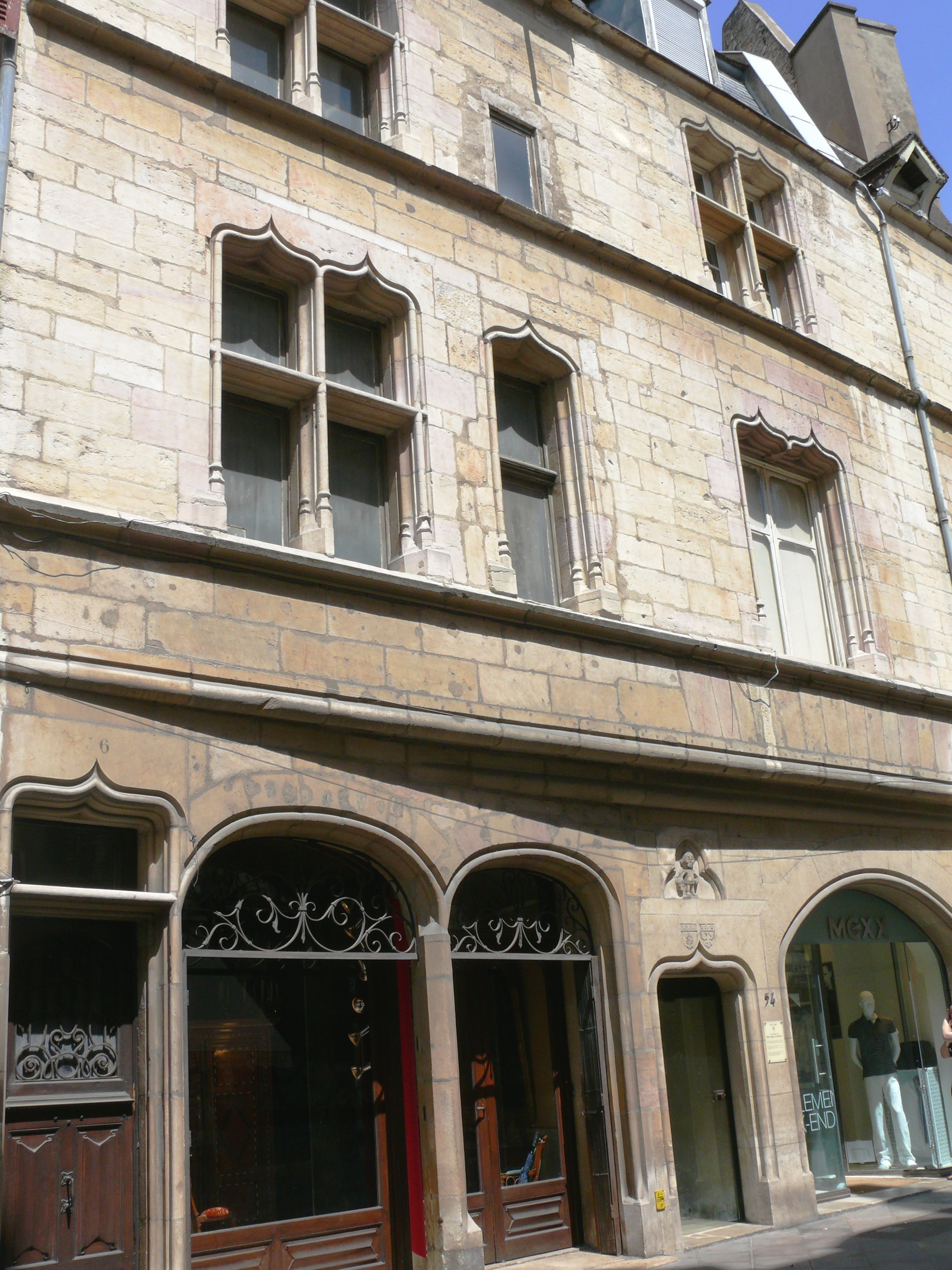
Ancien hôtel de Rochefort ou hôtel Morel-Sauvegrain
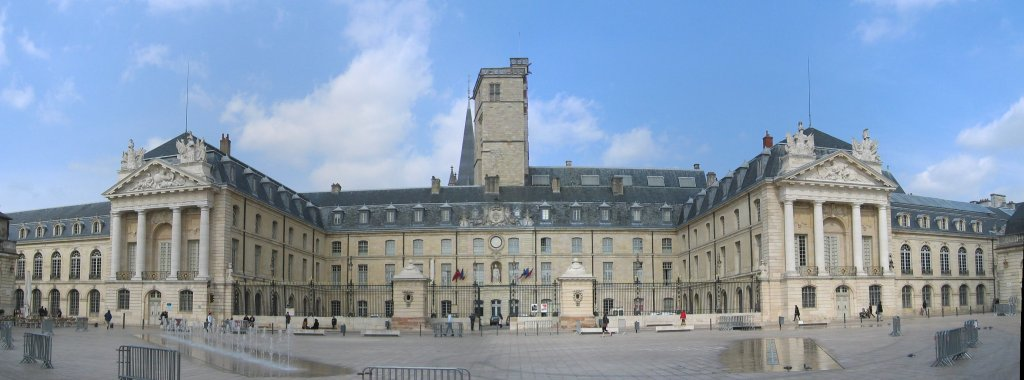
Palais des ducs de Bourgogne